# گرین بنک (ویرجینیای غربی)
گرین بنک(به انگلیسی: Green Bank) شهری در ایالت ویرجینیای غربی کشور ایالات متحده آمریکا است که جمعیت آن در سرشماری سال ۲۰۱۰ میلادی، ۱۴۳ نفر بوده‌است.